# Ethionin
Ethionin ist eine chemische Verbindung aus der Gruppe der nichtproteinogenen Aminosäuren. Es ist das Ethyl-Analogon der proteinogenen Aminosäure Methionin.

## Stereochemie
Ethionin besitzt ein Stereozentrum, somit existieren zwei Enantiomere. Ist der Name Ethionin durch keinen Deskriptor näher gekennzeichnet, ist das Racemat, ein 1:1-Gemisch aus (S)-Ethionin und (R)-Ethionin, gemeint.
| Enantiomere von Ethionin |                         |                         |
| Name                     | (S)-Ethionin            | (R)-Ethionin            |
| Strukturformel           |                         |                         |
| Andere Namen             | L-Ethionin (+)-Ethionin | D-Ethionin (−)-Ethionin |
| CAS-Nummer               | 13073-35-3              | 535-32-0                |
| CAS-Nummer               | 67-21-0 (Racemat)       |                         |
| EG-Nummer                | 235-966-4               | 208-612-1               |
| EG-Nummer                | 200-647-0 (Racemat)     |                         |
| ECHA-Infocard            | 100.032.682             | 100.007.831             |
| ECHA-Infocard            | 100.000.588 (Racemat)   |                         |
| PubChem                  | 25674                   | 92124                   |
| PubChem                  | 6205 (Racemat)          |                         |
| Wikidata                 | Q5403506                | Q27137090               |
| Wikidata                 | Q27137089 (Racemat)     |                         |
| Schmelzpunkt             | 280 °C (Zersetzung)     | 278 °C (Zersetzung)     |

## Vorkommen
Ethionin wurde in der Durianfrucht nachgewiesen und als Ausgangsstoff für den Gestank der Früchte durch den Geruchsstoff Ethanthiol und davon abgeleitete Verbindungen identifiziert. Die Verbindung wurde auch in verschiedenen Bakterien wie zum Beispiel Escherichia coli, Bacillus megaterium, Pseudomonas aeruginosa und Aerobacter aerogenes nachgewiesen.

## Gewinnung und Darstellung
Ethionin kann durch Reaktion von Ethanthiol mit Acrolein gefolgt von einer Behandlung mit Cyanwasserstoff und Ammoniak und Hydrolyse gewonnen werden.

## Eigenschaften
Ethionin ist ein beiger Feststoff.  Es blockiert wichtige intrazelluläre Funktionen von Methionin und wird teilweise statt Methionin in Proteine eingebaut. Es induziert bei Aufnahme Leberverfettung, akute Darmentzündungen sowie Leberkarzinome.

## Verwendung
(RS)-Ethionin dient dazu, oxidativen Stress in der Leber zu induzieren und die Höhe und die Aktivitäten von anti-oxidativen Enzymen und Verbindungen wie Glutathion zu studieren. (RS)-Ethionin wird verwendet, um die Entstehung von Gallengangskarzinomen in vivo zu beschleunigen.